# Passerelle Mativa

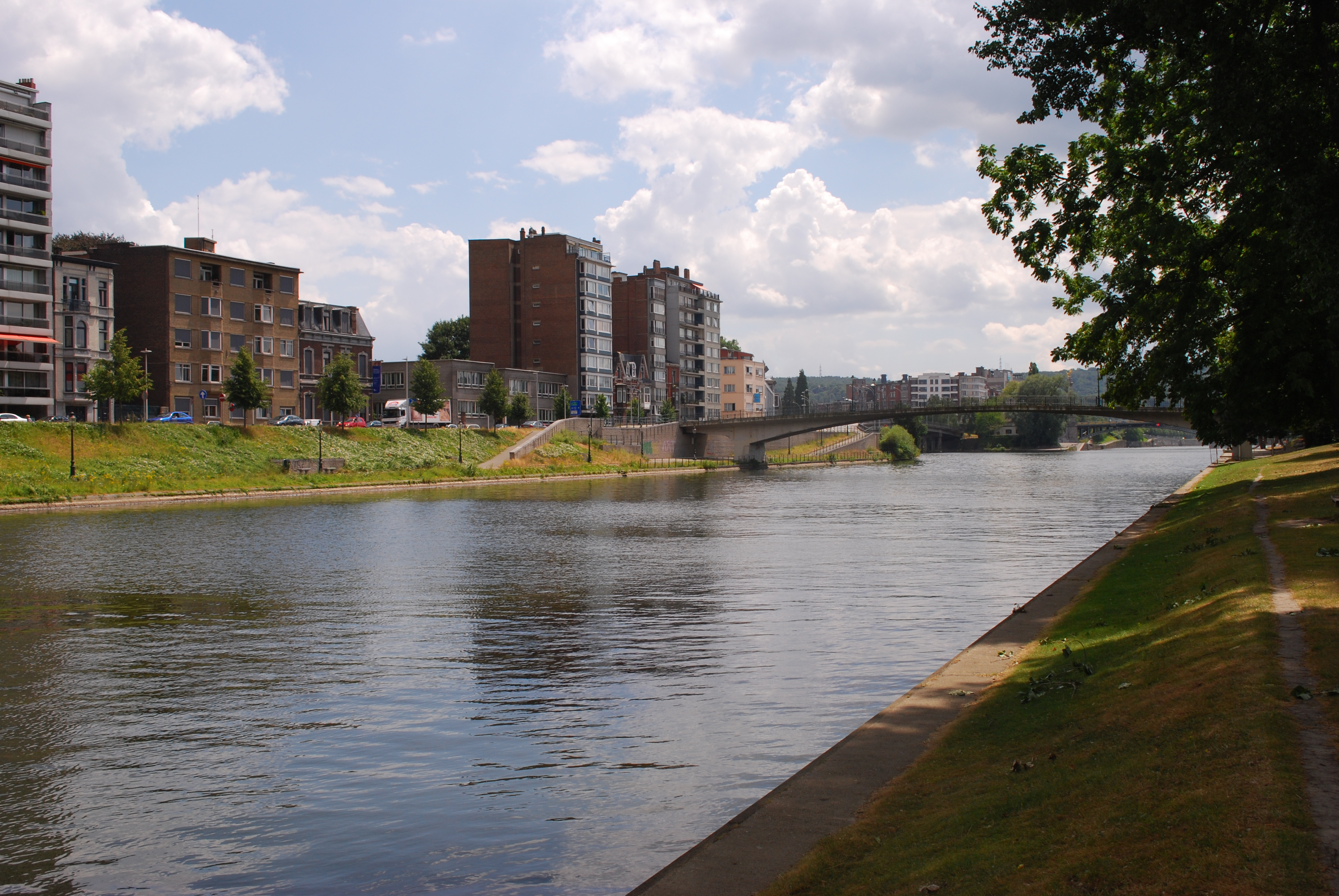
Passerelle Mativa

De Passerelle Mativa (ook: Pont Hennebique) is een voetbrug over het Afwateringskanaal Luik.
Het is een voetbrug die de Luikse buurt Fétinne verbindt met het Parc de la Boverie. Deze brug werd uitgevoerd in gewapend beton, volgens de methode van François Hennebique, en de bouw begon in 1904. De brede voetgangersbrug werd geopend in 1905, om de bezoekers de gelegenheid te bieden zich naar het tentoonstellingsterrein te begeven.
De brug is geklasseerd als monument, mede omdat gewapend beton in de tijd van de bouw een betrekkelijk nieuw bouwmateriaal was.